# Cruzul
Cruzul és una parròquia consagrada a Sant Martí pertanyent al municipi de Becerreá, província de Lugo.

## Demografia
Segons el padró municipal de 2004 la parròquia de Cruzul tenia 81 habitants (41 dones i 40 homes), distribuïts en 3 entitats de població (o lugares), cosa que va suposar un petit augment en relació al padró de l'any 1999 quan en tenia 80. Segons l'IGE, el 2014 la seva població va baixar fins als 79 habitants (42 homes i 37 dones).

## Patrimoni

### El pont de Cruzul
El pont de Cruzul és una construcció de la segona meitat del segle xviii. El Real Decreto expedido para hacer Caminos rectos, y sólidos de 1761 va comportar la construcció de noves vies de comunicació modernes en l'Espanya de Carles III. Un dels traçats entrava a Galícia per Pedrafita do Cebreiro i passava per Cruzul i Becerreá. Aquest pont salvava el pas del riu Cruzul sense haver de rodejar-lo. Va formar part de la N-VI fins al 1983, quan un nou traçat de la N-VI el va deixar obsolet.

## Llocs
- Cruzul
- A Venda de Cruzul
- Vilar de Ousón